# Liljedal
Liljedal is een plaats in de gemeente Grums in het landschap Värmland en de provincie Värmlands län in Zweden. De plaats heeft 174 inwoners (2005) en een oppervlakte van 35 hectare. De plaats ligt aan het Vänermeer iets ten noorden van de stad Säffle.